# Christine Bernardi
Christine Bernardi (París, 18 de mayo de 1955-París, 10 de marzo de 2018) fue una matemática francesa.

## Biografía
Christine Bernardi estudió a partir de 1974 en la École normale supérieure de jeunes filles de París y en 1976 obtuvo su Diploma de Estudios Avanzados (DEA) en análisis numérico. En 1979 realizó el doctorat de troisième cycle (tesis de posgrado) en la Universidad Pierre y Marie Curie, con una tesis sobre los métodos de elementos finitos en las ecuaciones de Navier-Stokes. Finalmente en 1986, obtuvo su doctorado de estado con la tesis Contribution à l'analyse numérique de problèmes non linéaire, bajo la supervisión de Pierre-Arnaud Raviart.
Trabajó en el Centre national de la recherche scientifique (CNRS), primero como becaria de investigación y luego, a partir de 1992, como directora de investigación. Trabajó en el Laboratorio Jacques-Louis Lions de la Universidad Pierre y Marie Curie y, de 2001 a 2005, fue miembro del comité científico del Instituto Isaac Newton situado en Cambridge, Reino Unido.
Su trabajo de investigación se centró en el análisis numérico y en las ecuaciones en derivadas parciales, especialmente en hidrodinámica. Con Geneviève Raugel, estudió un elemento finito para el problema de Stokes, conocido comúnmente como «el elemento finito Bernardi-Fortin-Raugel».

## Galardones
En 1995, Bernardi fue ganadora del Premio Blaise Pascal, que se otorga anualmente por la investigación sobresaliente en análisis numérico de un joven investigador de la Academia Francesa de Ciencias. Fue la primera mujer en ganar el premio desde su origen en 1985, y hasta que Valérie Perrier lo ganó en 2003, fue la única mujer.
En 2018, la International Conference on Spectral High Order Methods instituyó el Premio Christine Bernardi, por la destacada investigación de una joven en «high-order approximations for the solutions of Partial Differential Equations».

## Obras
- Approximations spectrales de problèmes aux limites elliptiques (con Yvon Maday, Springer, 1992)[7]
- Spectral methods for axisymmetric domains (con Monique Dauge e Yvon Maday, North-Holland, 1999)[8]
- Discrétisations variationnelles de problèmes aux limites elliptiques (con Yvon Maday y Francesca Rapetti, Springer, 2004).[9]